# Friedrich Pelikan
Friedrich Pelikan, též Bedřich Pelikán (31. května 1823 Žamberk – 8. července 1878 Vranov), byl rakouský státní úředník a politik německé národnosti z Moravy; poslanec Moravského zemského sněmu.

## Biografie
Do počátku 70. let působil jako okresní hejtman v Kroměříži, za vlády Karla von Hohenwarta byl roku 1871 převeden na post místodržitelského rady. Vídeňský liberální deník Neue Freie Presse v jeho odvolání z pozice okresního hejtmana spatřuje politické motivy (konzervativní Hohenwartova vláda versus ústavověrný úředník Pelikan). Působil potom jako místodržitelský rada v Brně. Měl titul rytíře. Rytířskou hodnost získal poté, co mu byl v březnu 1877 udělen Řád železné koruny.
V 70. letech se zapojil i do vysoké politiky. V doplňovacích zemských volbách 24. listopadu 1873 byl zvolen na Moravský zemský sněm, za kurii městskou, obvod Boskovice, Jevíčko, Konice. Poslancem byl až do své smrti roku 1878. V roce 1873 se uváděl coby ústavověrný kandidát (tzv. Ústavní strana, liberálně a centralisticky orientovaná).
Zemřel v červenci 1878. Podle dobových zdrojů zemřel ve Vranově u Brna, kde stonal. Bylo mu 55 let.